# Distretto di San Cristóbal (San Martín)
Il distretto di San Cristóbal è uno dei dieci distretti  della provincia di Picota, in Perù. Si trova nella regione di San Martín e si estende su una superficie di 29,63 chilometri quadrati.

Istituito il 31 gennaio 1944, ha per capitale la città di Puerto Rico; al censimento 2005 contava 1.240 abitanti.